# Palast des Schatzministers

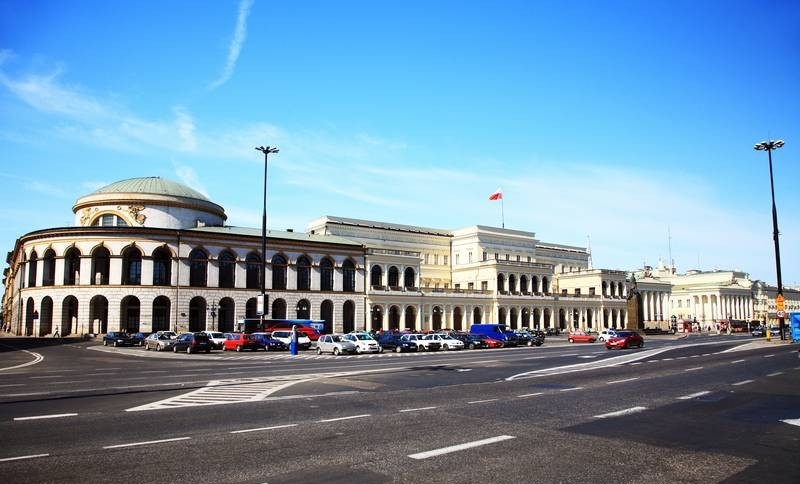
Der von Corazzi entworfene Renaissance-Palast von der gegenüberliegenden Seite des Plac Bankowy aus gesehen

Der Palast des Schatzministers (polnisch: Pałac Ministra Skarbu, auch Pałac Ministrów), auch Wiśniowiecki-Palast genannt, befindet sich am Plac Bankowy 3 in Warschau. Heute ist hier der Sitz der Warschauer Stadtverwaltung und des Oberbürgermeisters untergebracht. Das Gebäude steht seit dem 1. Juli 1965 unter Denkmalschutz (Nr. 468).

## Geschichte
Das Gebäude wurde in den Jahren 1825 bis 1830 nach einem Entwurf von Corazzi im Stil der italienischen Renaissance errichtet. Vorher befand sich hier die Residenz der Familie Wiśniowiecki und später die der Ogińskis, die tiefgreifend umgebaut wurde. Der Palast war für den damaligen Finanzminister für Kongresspolen, Franciszek Ksawery Drucki-Lubecki, sowie höhere Ministerialbeamte bestimmt. Nachbarobjekte sind der Palast der Regierungskommission für Einkünfte und Finanzen sowie das damalige Börsen- und Nationalbankgebäude der Stadt Warschau. Noch im 19. Jahrhundert wurde der Palast erneut umgebaut und beherbergte in Folge ein Mädchengymnasium. Unter der Leitung von Marian Lalewicz wurde das Gebäude um 1920 für das benachbarte Finanzministerium saniert und umgestaltet. Während des Warschauer Aufstandes wurde der Palast zerstört. Von 1950 bis 1954 unter Piotr Biegański für das Präsidium des Volksrates der Hauptstadt Warschau wiederaufgebaut, befindet sich hier derzeit der Sitz der Warschauer Stadtverwaltung (polnisch: Urzędu miasta stołecznego Warszawy). Ein 1951 vor dem Palast aufgestelltes Denkmal von Felix Edmundowitsch Dserschinski (Entwurf: Zbigniew Dunajewski) wurde 1989 nach der politischen Wende wieder entfernt. An Stelle des gestürzten Dserschinski-Denkmals wurde 2001 ein Juliusz-Słowacki-Denkmal nach dem Entwurf von Edward Wittig aus dem Jahr 1932 enthüllt. Im Säulengang des Erdgeschosses befindet sich je eine Gedenktafel zum Andenken Corazzis (anlässlich seines 100. Todestages am 26. April 1977) sowie zur Erinnerung an Beratungen des polnischen Jakobinerclubs, die 1794 im Palast der Ogińskis abgehalten wurden.

## Architektur
Der Palast verfügt über einen in Warschau einmaligen Aufbau, der von großflächigen Terrassen geprägt ist. Corazzi gestaltete ihn nach dem Vorbild italienischer Renaissancevillen. Er besteht aus einem dreigeschossigen, rechteckigen Kerngebäude, aus dem ein mächtiger, gestufter Mittelrisalit bis an den Plac Bankowy ragt. An den Seiten befinden sich kurze zweigeschossige Flügel. Ein durchlaufender Säulengang verbindet die Vorderseiten der an den Platz reichenden Gebäudeteile und schließt so den Hof ab. Das Ensemble zeichnet sich durch eine perfekte Proportionierung aus.